# Glaucon
Glaucon (/ˈɡlɔːkɒn/; greacă ΓλαύκωνΓλαύκων; c. 445 Î. hr. – al 4-lea Î. hr.), fiul lui Ariston, a fost un atenian antic și fratele mai mare  al  filosofului Platon. El este în primul rând cunoscut ca un conversant major cu Socrate în Republica, și interlocutorul din Alegoria Peșterii. El este, de asemenea, menționat pe scurt la începuturile a două dialoguri ale lui Platon, Parmenide și Simpozion.

## Biografie
Glaucon a fost fratele mai mare al lui Platon și, ca și fratele său, a fost în cercul de tineri bogați elevii lui Socrate. Deși se cunosc puține lucruri despre viața lui, unele informații pot fi extrapolate din scrierile lui Platon și de la biografii platonieni mai târzii.

## Dialogurile lui  Platon
Glaucon este prezentat în mai multe dintre dialogurile lui Platon ( Parmenide, Republica și Simpozion) și este considerat a fi unul dintre cei mai  sofisticați interlocutori ai lui Socrate.

## A vedea  de asemenea
- Lista de vorbitori în dialogurile lui Platon
- Platon
- Platon, Republica
- Platon, Simpozion
- Platon, Parmenide

## Linkuri externe
- Format:Cite LotEP
- "Glaukon Provocare" discursul lui Glaucon din Republica carte 2. Tradus de Cathal Pădure (2010).
- Republica Traduse de Paul Shorey (1935); adnotat și hyperlink text, engleză și greacă.
- Republica Arhivat în 9 februarie 2007, la Wayback Machine. Tradus de către Benjamin Jowett (1892); cu funcționare comentarii și Stephanus numere
- Republica Tradus de către Benjamin Jowett; cu introducere